# زیبایی (فیلم ۲۰۰۹)
«زیبایی» (انگلیسی: Beauty (2009 film)) فیلمی در ژانر درام است که در سال ۲۰۰۹ منتشر شد. از بازیگران آن می‌توان به کومیکو آسو اشاره کرد.